# Kingidium taeniale
Kingidium taeniale là một loài thực vật có hoa trong họ Lan. Loài này được (Lindl.) P.F. Hunt mô tả khoa học đầu tiên năm 1970.